# Андре Каррільйо
Андре Каррільйо (ісп. André Carrillo; нар. 14 червня 1991, Ліма) — перуанський футболіст, вінгер клубу «Аль-Гіляль» та національної збірної Перу.

## Клубна кар'єра
Андре Каррільйо розпочав свою футбольну кар'єру в академії «Естер Гранде де Бентін» в 2004 році. У 2007 році він прийшов у молодіжний склад клубу «Альянса Ліма». В середині 2009 року футболіст був викликаний в першу команду «Альянси». 5 грудня він дебютував в основному складі у матчі чемпіонату Перу проти «Універсідад Сесар Вальєхо» (2:2). У наступному сезоні футболіст частіше виходив на поле. 13 лютого 2011 року Андре забив свій перший гол на професійному рівні, вразивши ворота «Уніон Комерсіо» (4:1). Всього за два сезона в Прімері взяв участь у 21 матчі, забивши 3 голи.
6 червня 2011 року за 1,5 млн. євро перейшов у португальський «Спортінг», підписавши 5-річний контракт. За цей час встиг відіграти за лісабонський клуб 118 матчів в національному чемпіонаті, ставши 2015 року володарем кубка і суперкубка Португалії.
2 лютого 2016 року Каррільйо підписав попередній контракт на 5 років з «Бенфікою», який починав діяти з 1 липня 2016 року, дати завершення контракту зі «Спортінгом». У сезоні 2016/17 Каррільйо став з командою чемпіоном, а також виграв Кубок та Суперкубок Португалії. Втім основним гравцем не став, тому наступний сезон провів на правах оренди за англійський «Вотфорд». Відразу після повернення з «Вотфорда» був відданий в оренду «Аль-Гілялю». Після закінчення сезону Андре був викуплений саудівським клубом.

## Виступи за збірну
2011 року залучався до складу молодіжної збірної Перу, разом з якою виступав на молодіжному кубку Америки, де його команда посіла четверте, передостаннє, місце в своїй групі і вибула з турніру. Всьогоа молодіжному рівні зіграв у 4 офіційних матчах.
28 червня 2011 року дебютував в офіційних матчах у складі національної збірної Перу в товариській грі проти збірної Сенегалу (1:0).
У складі збірної був учасником Кубка Америки 2011 року в Аргентині та Кубка Америки 2015 року у Чилі, на кожному з яких перуанці здобували бронзові медалі. На другому з турнірів у матчі за 3-тє місце проти Парагваю (2:0), забив переможний гол.
Згодом у складі збірної був учасником чемпіонату світу 2018 року у Росії.
Наразі провів у формі головної команди країни 66 матчів, забивши 9 голів.
| Дата      | Місто        | Господарі | Результат | Гості | Турнір             | Голи | Примітки |
| --------- | ------------ | --------- | --------- | ----- | ------------------ | ---- | -------- |
| 21-6-2018 | Єкатеринбург | Франція   | 1 – 0     | Перу  | ЧС 2018 - 1-й етап | -    |          |
| Усього    |              | Матчів    | 1         |       | Голів              | 0    |          |

## Титули і досягнення

### Командні
- Чемпіон Португалії (1):

«Бенфіка» : 2016-17
- Володар Кубка Португалії (2):

«Спортінг»: 2014–15
«Бенфіка» : 2016-17
- Володар Суперкубка Португалії (2):

«Спортінг»: 2015
«Бенфіка»: 2016
- Чемпіон Саудівської Аравії (3):

«Аль-Гіляль»: 2019-20, 2020-21, 2021-22
- Володар Королівського кубка Саудівської Аравії (2):

«Аль-Гіляль»: 2019-20, 2022-23
- Володар Суперкубка Саудівської Аравії (2):

«Аль-Гіляль»: 2018, 2021
- Переможець Ліги чемпіонів АФК (2):

«Аль-Гіляль»: 2019, 2021

### Збірні
- Срібний призер Кубка Америки: 2019
- Бронзовий призер Кубка Америки: 2011, 2015

### Особисті
- «Гравець-відкриття» чемпіонату Перу: 2010